# Bârsana (gmina)
Bârsana – gmina w Rumunii, w okręgu Marmarosz. Obejmuje miejscowości Bârsana i Nănești. W 2011 roku liczyła 4474 mieszkańców.